# Бишоп (Чужой)
Бишоп 341-B (англ. Bishop) — персонаж цикла «Чужой», которого сыграл Лэнс Хенриксен. Бишоп — андроид, созданный «Weyland-Yutani Corporation», внешне повторяющий своего создателя — Майкла Бишопа ΙΙ. В отличие от других андроидов из Вселенной чужого — Эша (Чужой), Коул (Воскрешение) и Дэвида (Прометей), — Бишоп чётко придерживается Законов Азимова.
Бишоп первый раз появляется в «Чужих» и ненадолго появляется в фильме «Чужой 3». Хенриксен сыграл его в обеих частях, и он же сыграл роли различных Бишопов в других фильмах и компьютерных играх, имеющих отношение к циклу «Чужого».
Как и у других персонажей киносериала, Бишоп — фамилия и его полное имя ни в одной из частей не называется. Тем не менее, в «Чужих» кратко показаны его инициалы «L. Bishop», из-за чего его именем, предположительно, может быть Лэнс Бишоп.

## Появления

### «Чужие»
Бишоп появляется впервые в фильме «Чужие». Он выполняет обязанности офицера на космическом корабле. Когда Эллен Рипли узнаёт, что Бишоп — андроид, она первое время держится к нему очень враждебно, потому что итог её предыдущей встречи с андроидом Эшем оказался очень плачевным. Но постепенно эта враждебность сходит на нет, особенно когда Бишоп вызывается пролезть по шахте до антенной вышки. В конце, перед развязкой, Рипли говорит Бишопу, что он молодец, после того, как тот спас её и Ньют со взрывающегося атмосферного процессора. Но после этого Бишопа проткнёт хвост королевы Чужих, разорвав его пополам. Несмотря на то, что Бишоп теперь обездвижен, он всё равно продолжает функционировать. В конце боя Рипли и королевы Чужих, когда Рипли открывает люк, чтобы выбросить королеву в открытый космос, воздух из шлюза начинает улетучиваться с большой скоростью, увлекая за собой вещи и девочку Ньют. Бишоп успевает схватиться за решётчатый пол шлюза одной рукой, а другой ловит Ньют, которая не успела схватиться за решётку пола, и которую обязательно унесло бы в космос. Победив королеву, Рипли кладёт верхнюю часть Бишопа в криогенную капсулу.

### «Чужой 3»
В фильме «Чужой 3» во время аварийной посадки модуля на Фиорину Бишопа разносит на части. Поскольку восстановить его на этой планете невозможно, его останки выбрасываются на свалку. Чуть позже их находит там Рипли, собирает всё, что можно, и подключает Бишопа к чёрному ящику, в котором хранится запись полёта. Бишоп воспроизводит ей все данные, из которых она узнаёт, что на корабле был Лицехват. После этого Бишоп говорит ей, что будет лучше, если она его отключит. Рипли подчиняется. Дальнейшая судьба Бишопа в фильме не показана.

#### Майкл Бишоп II
В заключительной сцене «Чужого 3», когда за Рипли прибывают войска корпорации, появляется Бишоп (снова в исполнении Хенриксена), который утверждает, что он является человеком — создателем андроида, которого Рипли отключила ранее. Бишоп говорит, что он послан корпорацией, чтобы она увидела «лицо друга». Аарон ударяет Бишопа разводным ключом, но его убивает солдат корпорации. Бишоп, схватившись за ушибленный затылок, пачкает ладонь собственной кровью, после чего показывает её Рипли, как доказательство того, что он человек (у андроидов роль крови исполняет неописанная в фильме жидкость белого цвета, похожая на молоко, возможно своеобразная машинная смазка для андроида), и кричит, что он «не андроид», однако Рипли не придаёт этому большого значения, разочаровавшись в Компании.
По мнению критика Гарри Вестфала, явственная постмодернистская ирония этой сцены состоит в том, что создатель андроида Бишопа оказался значительно менее человечным, чем созданный по его образу робот. Хотя Майкл Бишоп начинает разговор с Рипли теми же словами, что и андроид — «Верь мне» — героиня фильма чувствует, этому как раз человеку-то верить и не следует. Робот (в отличие от своего создателя) не сможет, да и не захочет причинить вред другому человеку. Бишоп II не в состоянии понять ни чувства Рипли по отношению к созданным им андроидам, ни тем более причины того, почему ради гарантированного уничтожения зародыша матки Чужого, Рипли жертвует собой.
Среди фанатов ходит версия, что, несмотря на наличие крови, реакция Бишопа на полученную рану очень спокойна для человека (хотя его реакция на убийство Аарона и падение Рипли более естественная для человека), из-за чего появилась версия, что Бишоп II мог быть неким усовершенствованным андроидом, у которого внутренняя жидкость имеет окрас крови, чтобы сделать его более похожим на человека. Хотя в новеллизации Алана Дина Фостера и в DVD-комментариях Майкл Бишоп II описывается как настоящий человек, но сам Лэнс Хенриксен придерживается первой версии, что Бишоп II мог быть именно усовершенствованным андроидом. Расширенная версия «Чужого 3» даёт больше намёков, что Бишоп II является человеком.
В раннем варианте сценария Бишоп II был в финале убит заключённым Голиком, который зарубил его топором.

### «Чужой против Хищника»
В фильме «Чужой против Хищника» (который задумывался приквелом к событиям цикла «Чужой») появляется Чарльз Бишоп Вейланд, один из основателей «Вейланд-Ютани» (здесь она называется «Вейланд Индастриз»). Будучи смертельно больным, он отправляется вместе с командой исследователей к недавно обнаруженной пирамиде во льдах Антарктиды, чтобы воспользоваться последним шансом оставить свой след в истории. Убит Хищником, когда отвлёк его, чтобы помочь оставшимся членам команды бежать. Чарльза Вейланда тоже сыграл Лэнс Хенриксон, что своеобразно намекает на то, что Бишоп II, возможно, является его потомком.
Тем не менее, Ридли Скотт заявил, что не считает дилогию «Чужой против Хищника» каноничной ни в отношении ко всему циклу «Чужого», ни в отношении фильма «Прометей».

### «Прометей»
Поскольку с подачи Ридли Скотта события фильмов «Прометей» и «Чужой: Завет» игнорируют события «Чужой против Хищника», то в них, вместо компании «Вейланд-Индастриз», основателем которой является Чарльз Бишоп Вейланд, присутствует компания «Вейланд-Корпорейшен» и её основателем является Питер Вейланд (сыгранный Гаем Пирсом). Неизвестно, может ли быть Майкл Бишоп II прямым потомком Питера Вейланда, так как последний в фильме, говоря о другом андроиде — Дэвиде, — произносит странную фразу, что Дэвид ему, «как сын, которого у него никогда не было». Не даётся никаких пояснений, подразумевает ли это, что у Питера Вейланда нет сыновей или же он просто так оценивает преданность Дэвида.

### «Aliens versus Predator» 2010
В игре «Aliens versus Predator 2010», события которой происходят через несколько лет после фильма «Чужие», появляется персонаж Карл Бишоп Вейланд (озвученный всё тем же Лэнсом Хенриксеном). Он является главой компании «Вейланд-Ютани», руководит генетическими исследованиями ксеноморфов на планете BG-386. В конце игры выясняется, что он является андроидом, в которого копирована память давно умершего человека, коим, согласно найденным КПК, является Чарльз Вейланд. В итоге андроида уничтожает морпех (главный герой).

### «Aliens: Colonial Marines»
В «Aliens: Colonial Marines», игре 2013 года, чьё действие происходит спустя три месяца после «Чужого 3», вновь появляются ещё одна модель андроида Бишоп и Бишоп ΙΙ (который оказывается синтетическим двойником реального Майкла Бишопа). Обе роли были озвучены всё тем же Хенриксеном.
Бишоп ΙΙ в этой игре подтверждает версию, что Бишоп ΙΙ в «Чужом 3» был человеком: несмотря на то, что он одет в ту же самую одежду, в финале, когда Дуэйн Хикс убивает его, все видят, что у Бишопа ΙΙ вместо крови белая жидкость. При этом, Бишоп II в сюжете игры зовётся, как Майкл Вейланд — тем самым разработчики, очевидно, намекнули, что Майкл является прямым потомком Питера Вейланда из «Прометей», однако книга «Чужие: Доклад „Вейланд-Ютани“» не учитывает эту фамилию и не называет его потомком Вейланда.